# Amélogénèse
L'amélogenèse est la formation de l'émail dentaire qui se déroule pendant la formation de la couronne, lors du développement de la dent. Elle se déroule après la dentinogenèse, qui est la formation de la dentine (on a entre 24 et 66h de décalage). Étant donné que la présence de dentine est un prérequis indispensable à la formation de l'émail, nous avons donc ici un exemple du concept biologique appelé induction. 
L'amélogenèse se fait en deux étapes : une phase sécrétoire (due aux améloblastes sans prolongements et avec prolongements de tomes) et une phase de maturation. Des protéines et une matrice organique forment un émail partiellement minéralisé pendant la phase sécrétoire. La phase de maturation complète le processus de minéralisation de l'émail. À la fin de cette minéralisation, l'épithélium réduit de l'émail apparaît suite au collapsus de la couche papillaire et des améloblastes et va persister jusqu'à l'éruption dentaire (visible par un épaississement local de la gencive), et ce phénomène empêche le saignement dû à la percée de la dent. 